# Andrija Konc
Andrija Konc, född 19 november 1919 i Sombor i nuvarande Serbien, död 10 november 1945 i Bjelovar i nuvarande Kroatien, var en kroatisk operettsångare. Han var under det tidiga 1940-talet en av de mest populära kroatiska sångarna. Konc framförde framförallt schlagersånger. 

## Karriär
Andrija Konc var skolad i Bjelovar och i Zagreb där han var medlem i Kroatiska nationalteaterns kor. Han bestämde sig senare för en karriär som soloartist. Konc uppträdde ofta på Radio Zagreb (senare känd som "Hrvatski Krugoval"). Kompositören Ljubo Kuntarić komponerade år 1943 låten Ti i ne slutiš för Konc. Låten blev en hit.
Åren 1939–1945 var Konc en stjärnsångare för Radio Zagreb och spelade in omkring 60 skivor för radiostationen. Han utgav även sångmaterial för skivbolagen Edison Bell Penkala (Zagreb), Elektron (Zagreb) och Durium Patria (Budapest). Konc sjöng på kroatiska, italienska, tyska och ungerska. Han höll sitt sista offentliga uppträdande den 23 april 1945.
År 1945 tillfångatogs han av jugoslaviska partisaner och fördes till ett av den nyupprättade kommunistiska regimens läger. Troligtvis eftersom han under andra världskriget var en aktiv och populär artist i den med Nazityskland allierade Oberoende staten Kroatien. Efter att ha släppts från lägret flyttade Konc till Bjelovar där han spårlöst försvann. Konc tros i Bjelovar under ledning av Josip Manolić ha avrättas av den jugoslaviska säkerhetstjänsten OZNA.
De flesta av Koncs inspelningar förstördes i det kommunistiska Jugoslavien. Efter Kroatiens frigörelse från Jugoslavien och införandet av demokratiska reformer har Koncs arv återupplivats.